# Rhinolophus lepidus
Rhinolophus lepidus е вид прилеп от семейство Подковоносови (Rhinolophidae). Видът не е застрашен от изчезване.

## Разпространение и местообитание
Разпространен е в Афганистан, Бангладеш, Виетнам, Индия, Индонезия (Суматра), Камбоджа, Китай (Юннан), Малайзия (Западна Малайзия), Мианмар, Непал, Пакистан и Тайланд.
Обитава гористи местности, национални паркове и пещери в райони с тропически климат, при средна месечна температура около 21,6 °C.

## Описание
Теглото им е около 5,5 g.